# Gomphales
Gomphales es un orden de hongos basidiomicetos. Algunas, si no todas, las familias de Gomphales en algún momento se incluyeron en el orden Phallales y viceversa, y se tratan en ocasiones como sinónimos.
Las hoy obsoletas Ramariaceae también se incluyeron en el orden Cantharellales. Recientes análisis filogenéticos incluyen en Gomphales la descripción original del orden de W. Jülich, junto con la adición de Clavariadelphaceae. Según una estimación de 2008 Gomphales cuenta con 18 géneros y 336 especies.